# Campionati del mondo di atletica leggera indoor 2016 - Salto triplo femminile
La gara del salto triplo femminile si è tenuta il 19 marzo, cominciata alle 11:37.

## Risultati
| Pos | Athlete               | Nationality       | #1    | #2    | #3    | #4    | #5    | #6    | Ris   | Note |
| --- | --------------------- | ----------------- | ----- | ----- | ----- | ----- | ----- | ----- | ----- | ---- |
| 1   | Yulimar Rojas         | Venezuela         | x     | 14.41 | x     | x     | x     | x     | 14.41 |      |
| 2   | Kristin Gierisch      | Germania          | 13.73 | 14.07 | 13.92 | 14.16 | 14.30 | 14.08 | 14.30 | SB   |
| 3   | Paraskeví Papahrístou | Grecia            | x     | 14.15 | x     | x     | x     | x     | 14.15 |      |
| 4   | Keturah Orji          | Stati Uniti       | 14.13 | x     | 14.04 | 14.08 | 13.96 | 14.14 | 14.14 | SB   |
| 5   | Elena Panțuroiu       | Romania           | 13.96 | x     | 14.02 | 14.11 | 14.11 |       | 14.11 |      |
| 6   | Kristiina Mäkelä      | Finlandia         | x     | 14.04 | 13.92 | 14.07 | 13.93 |       | 14.07 |      |
| 7   | Jeanine Assani Issouf | Francia           | x     | 13.65 | 14.07 | 13.84 | x     |       | 14.07 |      |
| 8   | Shanieka Thomas       | Giamaica          | 13.73 | 13.46 | 13.95 | 13.85 | 13.94 |       | 13.95 | SB   |
| 9   | Keila Costa           | Brasile           | 13.66 | 13.94 | x     |       |       |       | 13.94 | SB   |
| 10  | Christina Epps        | Stati Uniti       | 13.68 | x     | x     |       |       |       | 13.68 |      |
| 11  | Ana Peleteiro         | Spagna            | 13.59 | 13.57 | 13.37 |       |       |       | 13.59 |      |
| 12  | Carmen Toma           | Romania           | 13.31 | x     | 13.31 |       |       |       | 13.31 |      |
| 13  | Iryna Vaskouskaya     | Bielorussia       | 13.28 | 13.19 | 13.07 |       |       |       | 13.28 |      |
| 14  | Sanna Nygård          | Finlandia         | x     | 13.21 | 13.20 |       |       |       | 13.21 |      |
| NCL | Ayanna Alexander      | Trinidad e Tobago | x     | x     | x     |       |       |       | NM    |      |